# 邵美琪
邵美琪（英語：Maggie Shiu Mei Kei，1965年2月27日—），香港女演員，前無綫電視部頭合約女藝人。在1980年代末至1990年代中，她是無綫電視的當家花旦。曾榮獲香港電影金紫荊獎「最佳女配角」，以及《壹電視大獎》十大電視女藝人第一位。與多位天王巨星有過合作，如「四大天王」、周潤發、梁朝偉、劉青雲等。

## 演藝歷程

### 入行經過
邵美琪小時候在九龍油尖旺區長大，曾就讀油蔴地天主教小學、九龍總商會英文中學，以及威靈頓英文中學。在入讀九龍總商會英文中學時期，她是校內籃球隊成員。畢業後美琪於醫務所裏任職護士，因為陪伴朋友投考無綫電視藝員訓練班而獲得當時的導師賞識，並叫她一同遞交申請表格。結果她放棄護士一職，成為了一名演員。

### 出道初期
邵美琪由1984年無綫電視第二期藝員訓練班踏入演藝界，同期同學有鄧萃雯、黎美嫻、郭富城、陳庭威等。初出道時美琪出演不少音樂錄影帶（Music Video），如張學友的《情已逝》及《輕撫你的臉》。
剛加入無綫，她只擔任配角，亦因為混血的輪廓而派演為異國女子，當中包括《倚天屠龍記》為人熟悉的小昭。直至1989年韋家輝監製的《義不容情》中飾演趙加敏一角才迅速走紅，正式備受關注。當中溫兆倫所飾演的丁有康，將趙加敏推出火車箱一幕，仍然讓不少觀眾印象難忘。因而得到無綫力捧成為新一代花旦，主演了不少電視劇，穩坐一線花旦之位。她輪廓鮮明、有一雙深陷的大眼睛，且略帶西化的長相；具備現代感和時代氣息的條件，並獲得「小甄妮」的稱號。

### 事業高峯期
1988年，大多飾演乖巧女孩及異國女子的邵美琪，在台慶劇《阿德也瘋狂》中一改戲路，首次扮演起成熟幹練的職場女強人康喬。而這個角色也是奠定她「都市麗人」的里程碑。
1990年，邵美琪憑藉《我本善良》中石伊明一角，與溫兆倫成為1990年代觀眾所公認的「最佳螢幕情侶」。亦因為石伊明這個角色，為邵美琪建立起獨立自主的現代女性形象，演藝事業達至了最高峰。劇中的她頂著富有代表性的「蘑菇頭」、喝著黑咖啡，是當時許多女孩爭相模仿的對象。此外，邵美琪更憑此劇榮獲《壹電視大獎》十大電視女藝人第一位。
其後因為《我本善良》的成功，成為了邵美琪最多產的時期。1991年的《今生無悔》並沒有再撮合溫兆倫和邵美琪，她反而周旋於黎明及周海媚之間的感情；黎明劇中的浪子形象和邵美琪扮演的越南難民，譜出了一段淒美的愛情故事，也是她的經典作品之一。
邵美琪擅長刻畫有個性、有原則的角色，當中不缺乏罕見的冷艷美；在《藍色風暴》裏，她不僅獨立，還帶有一份憂鬱的冷酷，是一位冷艷殺手。相隔21年後，殺手形象再於《心戰》重現。
1992年在《龍的天空》中飾演紀路一角，延續了她的倔強本色。1994年無綫為了挽留約滿的邵美琪，特意找來王心慰度身訂造了《第三類法庭》，也是她獨挑大樑的劇集，並再次與溫兆倫合作。劇中她飾演的韋海怡，由善良的青蛙轉變成惡毒的蠍子；大膽的演出並沒有為她帶來事業上的第二高峰，相反收視暗淡。但《第三類法庭》無疑是邵美琪繼《我本善良》後又一代表作，並深受內地劇迷的喜愛。同時，這角色也被觀眾譽為是最驚艷美麗的。

### 低調實力派

短髮的邵美琪 (2011)

拍罷《第三類法庭》後，邵美琪的健康開始發出警號，幾年間多次進出醫院。在完成《包青天》的拍攝後，更與經理人合約糾紛而一下子推掉無綫的片約。期間只以部頭合約的身分接下亞洲電視《再見艷陽天》一劇。其後病癒，準備全面復出，於是她於1997年重返無綫電視。
在1990年代末，无綫改捧新晉花旦陳慧珊、郭可盈、宣萱、蔡少芬、佘詩曼、陳妙瑛及張可頤等人。亦因年紀及情變等問題，逐漸不受無綫力捧。角色開始有所改變、戲分不太重，使到美琪從一線花旦退為二線女藝員。但她從不怨言，繼續拍攝好的電視劇給觀眾欣賞。在一電台訪問中，邵美琪曾提及自己從未在意主角或配角之分；重要是有人願意找她拍戲。美琪作風低調，從不喜歡宣傳自己，也不懂得應酬；是娛樂圈少有的異數。在她看來，沒有爭名奪利，只深信默默耕耘，必有收穫。
在2000年代，她保留了剛強自主的個人風格，例如：《創世紀》系列中的彭芷蔚（Tina）、《妙手仁心II、III》的萬安生（Anson）、《刑事情報科》的許心言（Samantha）及《珠光寶氣》的康雅言（Sylvia）。她在劇中經常以一頭短髮示人，至今仍成為她的一個標誌；幹練當中帶型格，是她與許多普遍女演員的區別。甚至是後期在《天與地》中的翁卓桐（Emma）、《心戰》中的李楚蕎（Esther）、《大太監》中的慈安太后；邵美琪的演出都是得到觀眾的讚賞。其中慈安太后及李楚蕎（Esther）也是她頗有回響的電視角色。
2010年起美琪開始參演中國大陸的電視劇，如：《宮鎖心玉》、《歡樂元帥》、《賞金獵人》、《玲瓏局》等。在2012年華鼎獎中，她憑藉《宮鎖心玉》所飾演的良妃而獲得「全國觀眾最喜愛的十大影視明星」。
2014年2月，邵美琪於《守業者》中飾演絲綢廠女工頭冼碧雲與絲綢廠大少麥長青扮演舊情人，其精湛的演繹得到一致好評。 同年11月，她於台慶劇《名門暗戰》與黎耀祥首次合演情侶。他們輕鬆搞笑的合作，給觀眾帶來不少新鮮感。她亦憑藉關花拉這個角色在萬千星輝頒獎禮獲提名「最佳女主角」。不過觀眾認為她在《守業者》中的出色表現更值得提名。
2015年9月，邵美琪參演台慶劇《張保仔》，並飾演霸氣女海盜石嬌。同年10月，她於江蘇衛視的綜藝節目《原來是你》與溫兆倫相隔25年後重現《我本善良》經典結局。其後12月，在《刀下留人》中扮演穩婆花蕊紅；劇集罕見地以生死作為主題。題材新穎、演員演技出色，被網民獲讚為「神劇」。網民們稱讚其擔當的穩婆角色拿揑準確，被看好於年底萬千星輝頒獎典禮問鼎視后寶座。此外，觀眾亦沒預料女主角還未到大結局已被斬首，紛紛為之落淚。
2016年，邵美琪時隔21年後再度踏上舞台，並演出舞台劇《我和春天有個約會》中的洪蓮茜。此劇授權「上海祺閃傳播文化」籌辦內地舞台劇巡迴演出，其首站於9月14至18號在上海東方藝術中心舉行。同年7月，邵美琪於《完美叛侶》中扮演簡單人妻；不過其逆成長外貌更成為劇集一大亮點。12月，她憑藉《刀下留人》中花蕊紅一角，首次擠身於萬千星輝頒獎典禮的「最佳女主角」最後五強。其精湛演技多年來一致公認，但最終還是失落視后寶座，被觀眾譽為「無冕視后」。
邵美琪曾是無綫電視監製戚其義的常用演員，他們合作的作品包括：《創世紀》系列、《妙手仁心II、III》、《火舞黃沙》、《刑事情報科》、《珠光寶氣》、《天與地》，以及《心戰》。2018年10月與無綫電視約滿，結束21年的賓主關係。
2024年7月，邵美琪時隔五年重返無綫電視拍攝喜劇《特勤女團》，並與舊拍檔關禮傑扮演名流夫婦。 2025年1月，相隔十年再度與溫兆倫於《萬千星輝頒獎典禮》上合體，引爆「回憶殺」；此外，其保養得宜的美貌又再一次受到網民的關注。

### 電影突破
另外邵美琪也有不少電影演出，她最令人印象深刻的電影形象莫過於帥氣女警，而且還得到權威電影節的認可。2004年，她憑藉電影《PTU》獲得香港電影金紫荊獎「最佳女配角」。並憑《PTU》、《大事件》、《黑社會》 及《跟踪》獲四度提名香港電影金像獎「最佳女配角」，亦憑藉電影《跟踪》獲得第44屆金馬獎「最佳女配角」提名。與同期藝人及現時的當家花旦相比，她的能力不只局限於電視劇，在電影方面也有一定成就。
邵美琪與杜琪峯合作多年，是銀河映像的金牌御用女配角。不僅是杜琪峯，她還跟邱禮濤及羅守耀合作了多套意識大膽的恐怖電影；例如：《降頭》、《奪帥》、《短暫的生命》、以及《重生》。
2015年，邵美琪與新晉導演翁子光首次合作《踏血尋梅》；而這部電影亦獲選為第39屆香港國際電影節的閉幕電影。
2022年6月，邵美琪久違地出席電影《被消失的凶案》首映禮，並揚言想於組合ERROR合演喜劇。

## 感情生活
邵美琪入行多年，先後有過五段情。雖然未能開花結果，不過她為人相當厚道，未曾在媒體面前說過什麼。當中最為人熟知的戀情包括：編導戚其義、歌手鄭伊健，以及演員施祖男。
戚其義
邵美琪剛入行時，與無綫電視藝員訓練班的導師戚其義相戀。戚其義當時聽說訓練班有一位很有個性的女孩，繼而與邵美琪認識。但二人都因為工作太忙，最終和平分手。
鄭伊健
二人合作《燃燒歲月》而相戀，當時鄭伊健被邵美琪驚為天人的外貌吸引，繼而展開追求。及後他們以情侶檔拍攝《九反威龍》。1995年，邵美琪因肝病及肺積水問題，身體狀況欠佳。鄭伊健承諾照顧邵美琪一生一世，曾成為一時佳話；但最終還是分手收場。分手六年後，邵美琪首度開腔自己一向獨立，並不需要別人照顧。
施祖男
二人於2008年拍攝電影《機動部隊－同袍》而認識，並於2011年公開戀情。然而戀情只維持了四年，最終於2015年在雙方的官方微博發佈分手聲明，為戀情畫上句號。

## 演出作品

### 電視劇（無綫電視）
| 首播        | 劇名             | 角色                                        | 備註                                                                                |
| 1985年      | 都市風情之牽牛花 |                                             |                                                                                     |
| 1985年      | 後生可畏         |                                             |                                                                                     |
| 1985年      | 挑戰             | 安 娜                                       |                                                                                     |
| 1985年      | 光怪陸離         | Alice                                       |                                                                                     |
| 1985年      | 觀世音           | 春 桃                                       |                                                                                     |
| 1985年      | 種計             | 秘 書                                       |                                                                                     |
| 1985年      | 楚河漢界         | 秦二妃                                      |                                                                                     |
| 1985年      | 中四丁班         | Maggie                                      |                                                                                     |
| 1985年      | 大廈             | 護 士                                       |                                                                                     |
| 1985年      | 楊家將           | 玉 女                                       |                                                                                     |
| 1985年      | 鍾無艷           | 仙 女                                       |                                                                                     |
| 1985年      | 皇上保重         | 香香公主                                    |                                                                                     |
| 1985年      | 開心女鬼         | Maggie                                      |                                                                                     |
| 1985年      | 銀色旅途         | 孫 華                                       |                                                                                     |
| 1986年      | 陸小鳳之鳳舞九天 | 小 鳳                                       |                                                                                     |
| 1986年      | 愛情全盒         | 模 特                                       |                                                                                     |
| 1986年      | 孖寶太子         | 胡姬非花                                    |                                                                                     |
| 1986年      | 北斗前鋒         | 謝潔瑩                                      |                                                                                     |
| 1986年      | 薛剛反唐         | 羅素娃                                      | 此劇僅在無綫經典台播過；及錄影帶版本                                                |
| 1986年      | 倚天屠龍記       | 小昭                                        |                                                                                     |
| 1987年      | 獵鯊行動         | 周婷婷                                      |                                                                                     |
| 1987年      | 飲馬江湖         | 柳凝姬                                      |                                                                                     |
| 1987年      | 天狼劫           | 夏芷菁                                      | 僅在無綫經典台播過；及錄影帶版本                                                    |
| 1988年      | 少林與詠春       | 童淑芳                                      |                                                                                     |
| 1988年      | 旭日背後         | 劉秀娟                                      |                                                                                     |
| 1988年      | 離魂記           | Cora                                        | 僅1集                                                                               |
| 1988年      | 當代男兒         | 簡美娟                                      |                                                                                     |
| 1988年      | 兵權             | 耶律納蘭                                    |                                                                                     |
| 1988年      | 阿德也瘋狂       | 康 喬                                       | 台慶劇                                                                              |
| 1989年      | 義不容情         | 趙加敏                                      |                                                                                     |
| 1990年      | 優皮幹探         | Maggie                                      | 客串大結局                                                                          |
| 1990年      | 劍魔獨孤求敗     | 冷紫嫣                                      |                                                                                     |
| 1990年      | 愛情三角錯       | 梅綻華                                      |                                                                                     |
| 1990年      | 我本善良         | 石伊明                                      | 榮獲壹電視大獎十大電視女藝人第一位                                                  |
| 1990年      | 燃燒歲月         | 金英順                                      |                                                                                     |
| 1990年      | 自梳女           | 柳 英                                       |                                                                                     |
| 1990年      | 奇幻人間世       | 青 青                                       |                                                                                     |
| 1990年      | 飛越官場         | 楚明珠                                      |                                                                                     |
| 1991年      | 打工貴族         | 岑喜雪                                      |                                                                                     |
| 1991年      | 今生無悔         | 展 翹                                       |                                                                                     |
| 1991年      | 藍色風暴         | 童 昕                                       |                                                                                     |
| 1992年      | 龍的天空         | 紀 路                                       |                                                                                     |
| 1992年      | 九反威龍         | 方芷君                                      |                                                                                     |
| 1993年      | 九彩霸王花       | 莫桂英                                      |                                                                                     |
| 1993年      | 梟情             | 利華、碧晴                                  |                                                                                     |
| 1994年      | 第三類法庭       | 韋海怡                                      |                                                                                     |
| 1994年      | 俠義見青天       | 呂月娥（文嫂）                              | 1997年9月5日首播                                                                    |
| 1995年      | 包青天之假琥珀   | 范 敏                                       |                                                                                     |
| 1998年      | 網上有情人       | 莊惠紅                                      |                                                                                     |
| 1999年      | 雪山飛狐         | 郎劍秋                                      |                                                                                     |
| 1999年      | 刑事偵緝檔案IV   | 江子青、江子瑤                              |                                                                                     |
| 1999年      | 反黑先鋒         | 周來弟                                      |                                                                                     |
| 1999年      | 創世紀           | 彭芷蔚（Tina）                              | 台慶劇                                                                              |
| 2000年      | 創世紀II天地有情 | 彭芷蔚（Tina）                              | 台慶劇                                                                              |
| 2000年      | 妙手仁心II       | 萬安生（Anson）                             | 台慶劇                                                                              |
| 2002年      | 蕭十一郎         | 風四娘                                      | 海外首播，翡翠台於2007年深夜首播                                                    |
| 2002年      | 皆大歡喜         | 寶玲逑（寶妃）                              | 240-243，245-248，263-272，278，280，281-292，294-295，298，300-302，323，326-327集 |
| 2002年      | 紅衣手記         | 萬安生（Anson）                             | 海外首播，翡翠台於2007年深夜首播                                                    |
| 2003年      | 帝女花           | 周玉鳳（周后）                              |                                                                                     |
| 2003年      | 英雄·刀·少年     | 阮心怡                                      |                                                                                     |
| 2004年      | 廉政行動2004     | Rachel                                      |                                                                                     |
| 2004年      | 翡翠戀曲         | 葉淑君                                      |                                                                                     |
| 2005年      | 佛山贊師父       | 張見喜                                      | 台慶劇                                                                              |
| 2005年      | 妙手仁心III      | 萬安生（Anson）                             |                                                                                     |
| 2006年      | 火舞黃沙         | 舒朗月（大少奶）                            |                                                                                     |
| 2006年      | 刑事情報科       | 許心言（Samantha）                          |                                                                                     |
| 2007年      | 通天幹探         | 林楚玉（Janet）                             |                                                                                     |
| 2008-2009年 | 珠光寶氣         | 康雅言（Sylvia、大妹）                      | 台慶劇                                                                              |
| 2009年      | 廉政行動2009     | 林嘉利（Carrie）                            |                                                                                     |
| 2009年      | 老友狗狗         | 蔣天娥（鵝掌）                              |                                                                                     |
| 2011年      | 廉政行動2011     | 謝美慧                                      |                                                                                     |
| 2011年      | 天與地           | 翁卓桐（Emma）                              |                                                                                     |
| 2012年      | 心戰             | 李楚蕎（Esther）                            |                                                                                     |
| 2012年      | 大太監           | 鈕祜祿·麗貞（慈安太后、東太后、母后皇太后） | 台慶劇                                                                              |
| 2014年      | 守業者           | 冼碧雲（雲姐）                              |                                                                                     |
| 2014年      | 名門暗戰         | 關花拉（Flora）                             | 台慶劇                                                                              |
| 2015年      | 張保仔           | 石 嬌（嬌姐）                               | 台慶劇                                                                              |
| 2015年      | 刀下留人         | 花蕊紅                                      | 提名《萬千星輝頒獎典禮2016》最佳女主角（最後五強）                                  |
| 2016年      | 完美叛侶         | 曾寶琳（Rebecca）                           |                                                                                     |
| 2017年      | 誇世代           | 包美娜（Dina）                              | 台慶劇                                                                              |
| 2019年      | 街坊財爺         | 朱露絲（Rose）                              |                                                                                     |
| 拍攝中      | 特勤女團         |                                             |                                                                                     |

### 電視劇（邵氏兄弟）
| 首播   | 劇名             | 角色  |
| 2018年 | 守護神之保險調查 | 黃 蓮 |

### 電視劇（亞洲電視）
| 首播   | 劇名       | 角色   |
| 1995年 | 黃飛鴻新傳 | 十三姨 |
| 1996年 | 再見艷陽天 | 丁 敏  |

### 電視劇（台灣）
| 首播   | 劇名       | 角色   | 備註             |
| 1994年 | 俠義見青天 | 呂月娥 | 楊佩佩工作室製作 |
| 2008年 | 幸福的抉擇 | 任玲玲 | TVBS             |

### 電視劇（中國大陸）
| 首播   | 頻道                   | 劇名               | 角色                               |
| 2012年 | 湖南衛視               | 宮鎖心玉           | 蘇錦良（良妃）、孝誠仁皇后赫舍里氏 |
| 2012年 | 山東電視台（齊魯頻道） | 歡樂元帥           | 南海大公主（賭公主）               |
| 2012年 | 湖南衛視               | 賞金獵人           | 二夫人                             |
| 2014年 | 福建厦门影视频道       | 玲瓏局             | 程金鳳（肖大嫂）                   |
| 2015年 | 江苏综艺频道           | 極品新娘           | 古湘萍、古湘茹                     |
| 2017年 | PPTV                   | 太極宗師之太極門   | 李月茹                             |
| 2017年 | 湖南衛視               | 擇天記             | 荀梅                               |
| 2017年 | 搜狐視頻               | 畫心師（網絡劇）   | 大長老                             |
| 2017年 | 優酷視頻               | 特戰王妃（網絡劇） | 麥萌                               |
| 2018年 | 腾讯视频               | 人生若如初相见     | 淮秀                               |
| 2024年 | TVING                  | 錦衣夜行           | 仁孝文皇后 (徐妃、徐皇后)          |

### 電視劇（日本）
| 首播   | 頻道       | 劇名       | 角色 |
| 1992年 | 富士電視台 | 香港迷宮行 | Joey |

### 電影
| 年份   | 片名                | 角色                  | 備註                                                                                                   |
| 1989年 | 花心三劍俠          | Maggie                | |
| 1991年 | 捉鬼專門店          | 小 雨                 | |
| 1992年 | 伙頭福星            | 高天愛                | |
| 1992年 | 92黑玫瑰對黑玫瑰    | 黃蝴蝶                | |
| 1992年 | 蠍子之策反行動      | 安 琪                 | |
| 1993年 | 蠍子之滅殺行動      | 安 琪                 | |
| 1994年 | 沉默的姑娘          | 包律師                | |
| 1998年 | 暗花                | 阿 鳳                 | |
| 2001年 | 廢柴同盟            | 瑤                    | |
| 2002年 | 飆車之車神傳說      | 尤加利                | |
| 2003年 | PTU                 | Kat                   | 第9屆香港電影金紫荊獎最佳女配角 提名第23屆香港電影金像獎最佳女配角 提名第4屆華語電影傳媒大獎最佳女配角 |
| 2004年 | 大事件              | 周慧兒                | 提名第24屆香港電影金像獎最佳女配角                                                                     |
| 2005年 | 黑社會              | 大D嫂                 | 提名第25屆香港電影金像獎最佳女配角 提名第11屆香港電影金紫荊獎最佳女配角                                |
| 2005年 | 凶宅                | 程雪貞                | |
| 2006年 | 最愛女人購物狂      | 周佳生                | |
| 2006年 | 天生一對            | 婦產科醫生            | |
| 2007年 | 跟蹤                | 張督察                | 提名第27屆香港電影金像獎最佳女配角 提名第44屆金馬獎最佳女配角                                          |
| 2007年 | 降頭                | 嘉 碧                 | |
| 2007年 | 出埃及記            | 方子晴                | |
| 2007年 | 蝴蝶飛              | 陳律師                | |
| 2008年 | 奪帥                | 雷美珍                | |
| 2008年 | 機動部隊－同袍      | 張佩儀                | |
| 2009年 | 短暫的生命          | 王瑞芳（Josephine）   | |
| 2009年 | 復仇                | 王督察                | |
| 2009年 | 死神傻了            | 龍女姐                | |
| 2010年 | 72家租客            | 女警官                | |
| 2010年 | 惡胎                | Joyce姐               | |
| 2010年 | 月滿軒尼詩          | 婚姻見證人            | |
| 2011年 | 我愛HK開心萬歲      | 地產公司高層          | |
| 2012年 | 2012我愛HK 喜上加囍 | 芭芭拉（Barbara）     | |
| 2012年 | 老友開心鬼          | 寶 珠                 | 馬來西亞電影                                                                                           |
| 2013年 | 綁架大明星          | 舅 母                 | 中國內地電影                                                                                           |
| 2013年 | 迷離夜之贜財        | 郭詠妮                | |
| 2013年 | 衝鋒戰警            | 許 俊（巡邏隊副隊長） | |
| 2014年 | 重生                | 珍                    | |
| 2015年 | ATM提款機           | 客 串                 | |
| 2015年 | 踏血尋梅            | 羅警司                | 特別出演                                                                                               |
| 2015年 | 宅女偵探桂香        | 林文玉、王文英        | 中國內地電影                                                                                           |
| 2016年 | 我老婆係明星        | 客 串                 | |
| 2016年 | 3條友飲醉走         | 客 串                 | |
| 2017年 | 逆境王牌            |                       | 中國內地電影                                                                                           |
| 2018年 | 某日某月            | 王健儀                | |
| 2018年 | 女皇撞到正          | 阿 欣（Auntie）       | |
| 2020年 | 我想靜靜            | 護 士                 | 中國內地電影                                                                                           |
| 2022年 |                     | 張嘉茵                | |
| 2025年 | 祥賭必贏            | 警 司                 | |

### 電視電影
| 年份   | 劇名                             | 角色                | 機構                                                |
| 1992年 | 狗紋龍爸爸                       | 梁玉玲              | 無綫電視                                            |
| 1992年 | 死角                             | 王秀明              | 無綫電視                                            |
| 1992年 | 律政皇庭                         | Maggie（主控官）    | 無綫電視                                            |
| 1994年 | 爱情加油站                       | Maggie              | 其他製作屋                                          |
| 1994年 | 今年我一定嫁得出                 | 程瑪莉              | 其他製作屋                                          |
| 1994年 | 獅子山下 - 九七同學會            | 楊學怡              | 香港電台製作                                        |
| 1995年 | 歲月情真                         | 江婉玲              | 無綫電視                                            |
| 1996年 | 黃飛鴻                           | 周少君、十三姨      | 徐克製作屋                                          |
| 1997年 | 盛世戀                           | 趙眉                | 香港電台製作                                        |
| 2003年 | 鐵翼惊情                         | Ada                 | 無綫電視                                            |
| 2008年 | 機動部隊－警例                   | 張佩儀（May姐）     | 銀河影像製作                                        |
| 2008年 | 機動部隊－絕路                   | 張佩儀（May姐）     | 銀河影像製作                                        |
| 2008年 | 機動部隊－人性                   | 張佩儀（May姐）     | 銀河影像製作                                        |
| 2008年 | 機動部隊－伙伴                   | 張佩儀（May姐）     | 銀河影像製作                                        |
| 2010年 | 沒有牆的世界 － 一千光年外的自由 | 秋瑩                | （香港電台製作；2010年3月7日晚間7時TVB翡翠台播放）  |
| 2013年 | 非常平等任務 － 少數             | Miss Tang（科主任） | （香港電台製作；2013年3月12日晚間7時TVB翡翠台首播） |

### 舞台劇
| 年份   | 劇名                 | 角色   | 合作演員               |
| 1995年 | 《花心大丈夫》       |        | 周潤發、劉青雲、符玉晶 |
| 2016年 | 《我和春天有個約會》 | 洪蓮茜 | 胡杏兒、江美儀、梁琤   |

### 電台廣播劇
| 年份   | 劇名       | 角色 | 合作演員       |
| 1995年 | 《原野》   | 金子 | 溫兆倫、張學友 |
| 1997年 | 《查某人》 |      | 劉德華、林珊珊 |

## 音樂錄影帶
| 年份   | 歌手   | 歌曲                                   |
| 1985年 | 張學友 | 《輕撫你的臉》、《情已逝》             |
| 1985年 | 林子祥 | 《愛到發燒》、《十分十二吋》           |
| 1985年 | 蔡楓華 | 《愛不是遊戲》                         |
| 1988年 | 譚咏麟 | 《愛念》                               |
| 1990年 | 蔡國權 | 《閃出每分光》（無綫多位藝人共同演出） |
| 1994年 | 趙傳   | 《我的心好亂》                         |

## 無綫月曆
| 年份          | 參與藝員 |
| 1992年 - 9月  | 邵美琪、劉青雲 |
| 1993年 - 2月  | 邵美琪、關禮傑 |
| 2002年 - 5月  | 邵美琪、林文龍 |
| 2008年 - 10月 | 邵美琪、馬浚偉、蔡少芬、苗僑偉、李施嬅、陸詩韻 |
| 2009年 - 10月 | 邵美琪、羅嘉良、歐陽震華、廖碧兒 |
| 2014年 - 11月 | 主題 – 高爾夫球 ：邵美琪、汪明荃、苗僑偉、蔡少芬、吳啟華、張兆輝、田蕊妮 |
| 2015年 - 封面 | 邵美琪、高海寧、洪天明、朱晨麗、陳智燊、王祖藍、姚子羚、錢嘉樂、麥長青、米雪、薛家燕、李司棋、張繼聰、胡杏兒、陳敏之、佘詩曼、蔡少芬、朱千雪、蘇玉華、李施嬅、郭晉安、黃宗澤、梁競徽、黃智賢、吳卓羲、沈震軒 |
| 2016年 - 封面 | 邵美琪、佘詩曼、馬國明、萬綺雯、王浩信、黃智雯、黃智賢、米雪、陳智燊、黃心穎、薛家燕、劉 丹、姚子羚、陳煒、黃德斌、張繼聰、麥明詩                                                                            |
| 2017年 - 11月 | 主題 – 誇世代：邵美琪、 歐陽震華、陳 豪、田蕊妮、張繼聰、森美、李佳芯、許紹雄、姜大衛、關禮傑、龔嘉欣 |

## 獎項

### 電影獎項
| 年份   | 頒獎/機構             | 獎項       | 片名    | 角色 | 結果 |
| ------ | --------------------- | ---------- | ------- | ---- | ---- |
| 2004年 | 第9屆香港電影金紫荊獎 | 最佳女配角 | 《PTU》 | Kat  | 獲獎 |

### 電視獎項
| 年份   | 頒獎/機構          | 獎項                     | 劇名         | 角色           | 結果 |
| ------ | ------------------ | ------------------------ | ------------ | -------------- | ---- |
| 1991年 | 1991年度壹電視大獎 | 十大电视女艺人第一位     | 不適用       | 不適用         | 獲獎 |
| 1992年 | 1992年度壹電視大獎 | 十大电视艺人第五位       | 不適用       | 不適用         | 獲獎 |
| 1994年 | 1994年度壹電視大獎 | 十大电视艺人第六位       | 不適用       | 不適用         | 獲獎 |
| 2012年 | 第8屆華鼎獎        | 全國觀眾最喜愛的影視明星 | 《宮鎖心玉》 | 蘇錦良（良妃） | 獲獎 |

### 其他獎項
| 年份   | 頒獎/機構      | 獎項             | 劇名       | 角色           | 結果 |
| ------ | -------------- | ---------------- | ---------- | -------------- | ---- |
| 1999年 | 創世紀龍虎榜   | 票選最佳造型獎   | 《創世紀》 | 彭芷蔚（Tina） | 獲獎 |
| 2000年 | 美目全接觸大賞 | 美目之星         | 不適用     | 不適用         | 獲獎 |
| 2001年 | 名媛望淑會     | 秀外慧中獎       | 不適用     | 不適用         | 獲獎 |
| 2005年 | 東周刊         | 十大纖體鑽石之星 | 不適用     | 不適用         | 獲獎 |
| 2006年 |                | 矚目型格大獎     | 不適用     | 不適用         | 獲獎 |
| 2008年 | 壹週刊         | 十大健康之星     | 不適用     | 不適用         | 獲獎 |

## 提名

### 電影提名
| 年份   | 頒獎                   | 獎項       | 片名       | 角色   | 結果 |
| ------ | ---------------------- | ---------- | ---------- | ------ | ---- |
| 2004年 | 第4屆華語電影傳媒大獎  | 最佳女配角 | 《PTU》    | Kat    | 提名 |
| 2004年 | 第23屆香港電影金像獎   | 最佳女配角 | 《PTU》    | Kat    | 提名 |
| 2005年 | 第24屆香港電影金像獎   | 最佳女配角 | 《大事件》 | 周慧兒 | 提名 |
| 2006年 | 第11屆香港電影金紫荊獎 | 最佳女配角 | 《黑社會》 | 大D嫂  | 提名 |
| 2006年 | 第25屆香港電影金像獎   | 最佳女配角 | 《黑社會》 | 大D嫂  | 提名 |
| 2007年 | 第44屆金馬獎           | 最佳女配角 | 《跟蹤》   | 張督察 | 提名 |
| 2008年 | 第27屆香港電影金像獎   | 最佳女配角 | 《跟蹤》   | 張督察 | 提名 |

### 電視提名
| 年份   | 頒獎                             | 獎項                        | 劇名            | 角色                         | 結果             |
| ------ | -------------------------------- | --------------------------- | --------------- | ---------------------------- | ---------------- |
| 2006年 | 2006年萬千星輝頒獎典禮           | 最佳女主角                  | 《刑事情報科》  | 許心言（Samantha）           | 提名             |
| 2006年 | 2006年萬千星輝頒獎典禮           | 我最喜愛的電視女角色        | 《刑事情報科》  | 許心言（Samantha）           | 提名             |
| 2006年 | Astro華麗台電視劇大獎2006        | 我的至愛情侶檔              | 《妙手仁心III》 | 萬安生、（曹永廉 飾 向眾仁） | 提名（最後五強） |
| 2007年 | Astro華麗台電視劇大獎2007        | 我的至愛女主角              | 《刑事情報科》  | 許心言（Samantha）           | 提名（最後十強） |
| 2009年 | 2009年萬千星輝頒獎典禮           | 最佳女主角                  | 《珠光寶氣》    | 康雅言（Sylvia）             | 提名             |
| 2009年 | 2009年萬千星輝頒獎典禮           | 我最喜愛的電視女角色        | 《珠光寶氣》    | 康雅言（Sylvia）             | 提名             |
| 2010年 | 2010年萬千星輝頒獎典禮           | 最佳女主角                  | 《老友狗狗》    | 蔣天娥                       | 提名             |
| 2012年 | MY AOD我的最愛頒獎典禮2012       | 我的最愛電視女主角          | 《心戰》        | 李楚蕎（Esther）             | 提名             |
| 2012年 | MY AOD我的最愛頒獎典禮2012       | 我的最愛十五大電視角色      | 《心戰》        | 李楚蕎（Esther）             | 提名             |
| 2014年 | 星和無線電視大獎2014             | 最佳女配角                  | 《守業者》      | 冼碧雲（雲姐）               | 提名             |
| 2014年 | TVB 馬來西亞星光薈萃頒獎典禮2014 | 最喜愛TVB女配角             | 《名門暗戰》    | 關花拉                       | 提名             |
| 2014年 | TVB 馬來西亞星光薈萃頒獎典禮2014 | 最喜愛TVB電視角色（十五位） | 《名門暗戰》    | 關花拉                       | 提名             |
| 2014年 | 萬千星輝頒獎典禮2014             | 最佳女主角                  | 《名門暗戰》    | 關花拉                       | 提名             |
| 2015年 | TVB 馬來西亞星光薈萃頒獎典禮2015 | 最喜愛TVB女配角             | 《張保仔》      | 石嬌（嬌姐）                 | 提名             |
| 2015年 | TVB 馬來西亞星光薈萃頒獎典禮2015 | 最喜愛TVB電視角色（十六位） | 《張保仔》      | 石嬌（嬌姐）                 | 提名             |
| 2016年 | 星和無綫電視大獎2016             | 我最愛TVB女主角             | 《刀下留人》    | 花蕊紅                       | 提名             |
| 2016年 | 星和無綫電視大獎2016             | 我最愛TVB電視女角色         | 《刀下留人》    | 花蕊紅                       | 提名             |
| 2016年 | 萬千星輝頒獎典禮2016             | 最佳女主角                  | 《刀下留人》    | 花蕊紅                       | 提名（最後五強） |
| 2016年 | 觀眾在民間電視大獎               | 最佳女主角                  | 《刀下留人》    | 花蕊紅                       | 提名（最後五強） |
| 2016年 | 觀眾在民間電視大獎               | 最佳女主角                  | 《完美叛侶》    | 曾寶琳（Rebecca）            | 提名（最後五強） |
| 2016年 | TVB 馬來西亞星光薈萃頒獎典禮2016 | 最喜愛TVB女主角             | 《完美叛侶》    | 曾寶琳（Rebecca）            | 提名             |
| 2016年 | TVB 馬來西亞星光薈萃頒獎典禮2016 | 最喜愛TVB電視角色（十六位） | 《完美叛侶》    | 曾寶琳（Rebecca）            | 提名             |
| 2019年 | 萬千星輝頒獎典禮2019             | 最佳女主角                  | 《街坊財爺》    | 朱露絲（Rose）               | 提名             |

## 外部連結
- 邵美琪的新浪微博
- 邵美琪在互联网电影资料库（IMDb）上的資料（英文）
- 邵美琪在香港影庫上的簡介
- 邵美琪在时光网上的簡介（简体中文）
- 邵美琪在豆瓣上的资料（简体中文）